# Ajain
Ajain là một xã thuộc tỉnh Creuse trong vùng Nouvelle-Aquitaine miền trung nước Pháp. Xã này nằm ở khu vực có độ cao trung bình 486 mét trên mực nước biển.

## Địa lý
Đây là một khu vực nông trang và lâm nghiệp gồm các làng có cự ly khoảng 6 dặm (9,7 km) về phía đông Guéret, tại giao lộ các tuyến đường N145 với D11 và D3.

## Dân số
| 1962                                                        | 1968 | 1975 | 1982 | 1990 | 1999 | 2006 |
| ----------------------------------------------------------- | ---- | ---- | ---- | ---- | ---- | ---- |
| 1036                                                        | 1082 | 887  | 932  | 982  | 1034 | 1054 |
| Số liệu điều tra dân số từ năm 1962 Dân số chỉ tính một lần |      |      |      |      |      |      |

## Địa điểm nổi bật
- Nhà thờ St.Pierre, từ thế kỷ 13.
- Nhà thờ Notre-Dame.
- Viên đá kỷ niệm cuộc nổi dậy năm 1848.[2].